# Oorlogsmuseum Ossendrecht
Het Oorlogsmuseum Ossendrecht is een Nederlands particulier museum dat zich bevindt aan Putseweg 60 te Ossendrecht, en op afspraak te bezichtigen is. 
Dit museum is voortgekomen uit een particuliere verzameling van Jan de Jonge, die woonachtig was in Sinoutskerke. Hij begon als zevenjarige al met verzamelen. Thuis werd een museum opgezet, maar uiteindelijk werd de ruimte daar te klein. Toen het echtpaar De Jonge in 2004 het leegstaande Katholiek Militair Tehuis van de Koningin Wilhelminakazerne kon kopen, werd aldaar de collectie tentoongesteld.
Het museum toont militaire voorwerpen en uitrustingen uit de Tweede Wereldoorlog, vooral indien deze betrekking hebben op de Slag om de Schelde, die in september tot november 1944 heeft gewoed, met de bedoeling van de geallieerden om toegang tot de Haven van Antwerpen te verkrijgen. Ook worden andere episoden uit de Tweede Wereldoorlog belicht. Zo is er een compleet ingerichte bunker van de Atlantikwall nagebouwd.
In de nacht van 14 op 15 oktober 2020 werd er ingebroken in het museum, door het openbreken van de nooddeur (de achteruitgang). De inbrekers hebben de kostbaarste stukken geroofd. Onder andere een authentiek historisch Duits wapen werd meegenomen. De schade werd geschat op meer dan 1,5 miljoen euro. De eigenaar van het museum, Jan de Jonge, was niet verzekerd. In maart 2021 uitte hij zijn zorgen over het voortbestaan van het museum, dit als gevolg van de inbraak en andere tegenslagen.